# اسب پیر
اسب پیر (اسپانیایی: Caballo Viejo‎) یک ترانهٔ فولکلور ونزوئلایی از سیمون دیاز است که در سال ۱۹۸۰ منتشر شد. این ترانه تبدیل به یکی از مهم‌ترین ترانه‌های فولکلور این کشور شده و به زبان‌های مختلفی ترجمه شده‌است. در ترانهٔ بامبولئو اثر جیپسی کینگز بخش‌هایی از این ترانه به‌کار رفته‌است. از هنرمندان دیگری که این ترانه را اجرا کرده‌اند می‌توان به سیلیا کروز، خوزه لوئیز رودریگز، روبن بلیدز، پلاسیدو دومینگو و خولیو ایگلسیاس اشاره کرد.